# Marek Nikl
Marek Nikl (Nymburk, 20 febbraio 1976) è un ex calciatore ceco, di ruolo difensore.

## Palmarès

### Club

#### Competizioni nazionali
- Campionato tedesco di seconda divisione: 2

Norimberga: 2000-2001, 2003-2004
- Coppa di Germania: 1

Norimberga: 2006-2007